# Washington Nationals
Washington Nationals je poklicna bejzbolska ekipa iz Washingtona. Zasedba ekipe igra v Vzhodni diviziji Narodne lige v Glavni bejzbolski ligi. Ekipa se je leta 2008 preselila v novozgrajeni stadion Nationals Park, v katerem igra še danes. Pred tem je tri leta igrala v stadionu RFK Stadium. Nationals Park se nahaja na ulici South Capitol Street na jugovzhodu mesta, ob reki Anacostia, s pogledom na Kapitol.
Ime ekipe izvira iz imena bivše mestne ekipe, ki je enak vzdevek uporabljala izmenljivo z vzdevkom Senators (Senatorji). Njihov vzdevek je Nats, ki je okrajšava imena Nationals in so jo prav tako predhodno uporabljale bivše ekipe iz tega območja. 
Klub je bil kot razširitveno moštvo ustanovljen leta 1969 v Montrealu. Pod imenom Montreal Expos je tako bil prvi kanadski klub v ligi MLB. Svoje domače tekme so Expos igrali na stadionu Jarry Park Stadium in kasneje tudi na mestnem Olimpijskem stadionu. Leta 1981 so osvojili naslov svoje divizije in po zmagi nad moštvom Philadelphia Phillies s 3-2 v zmagah prispeli vse do Serije za Narodno ligo, kjer so s 3-2 izgubili proti moštvu Los Angeles Dodgers. Leta 1994 je moštvo imelo najvišji zmagoviti odstotek in izkupiček zmag. Kasneje se je zaradi prekinitve vezi s številnimi igralci nekoliko zamerilo lokalnim navijačem. Po sezoni 2001 je liga razmišljala o ukinitvi moštva, pri kateri bi enako usodo doživela še Minnesota Twins ali pa Tampa Bay Devil Rays. Po tem, ko je leta 2002 liga prevzela lastništvo moštva, jo je pred sezono 2005 preselila v Washington in jo preimenovala v sedanji naziv. To je bila prva selitev moštev lige po letu 1972, ko se iz Washingtona takratni Senators preselili v Arlington, Teksas, kjer so postali Texas Rangers.
Moštvo Nationals je eno izmed dveh v ligi MLB (in edino v Narodni ligi), ki še nikoli ni igralo na Svetovni seriji (drugo je Seattle Mariners).